# La Tène (sito archeologico)

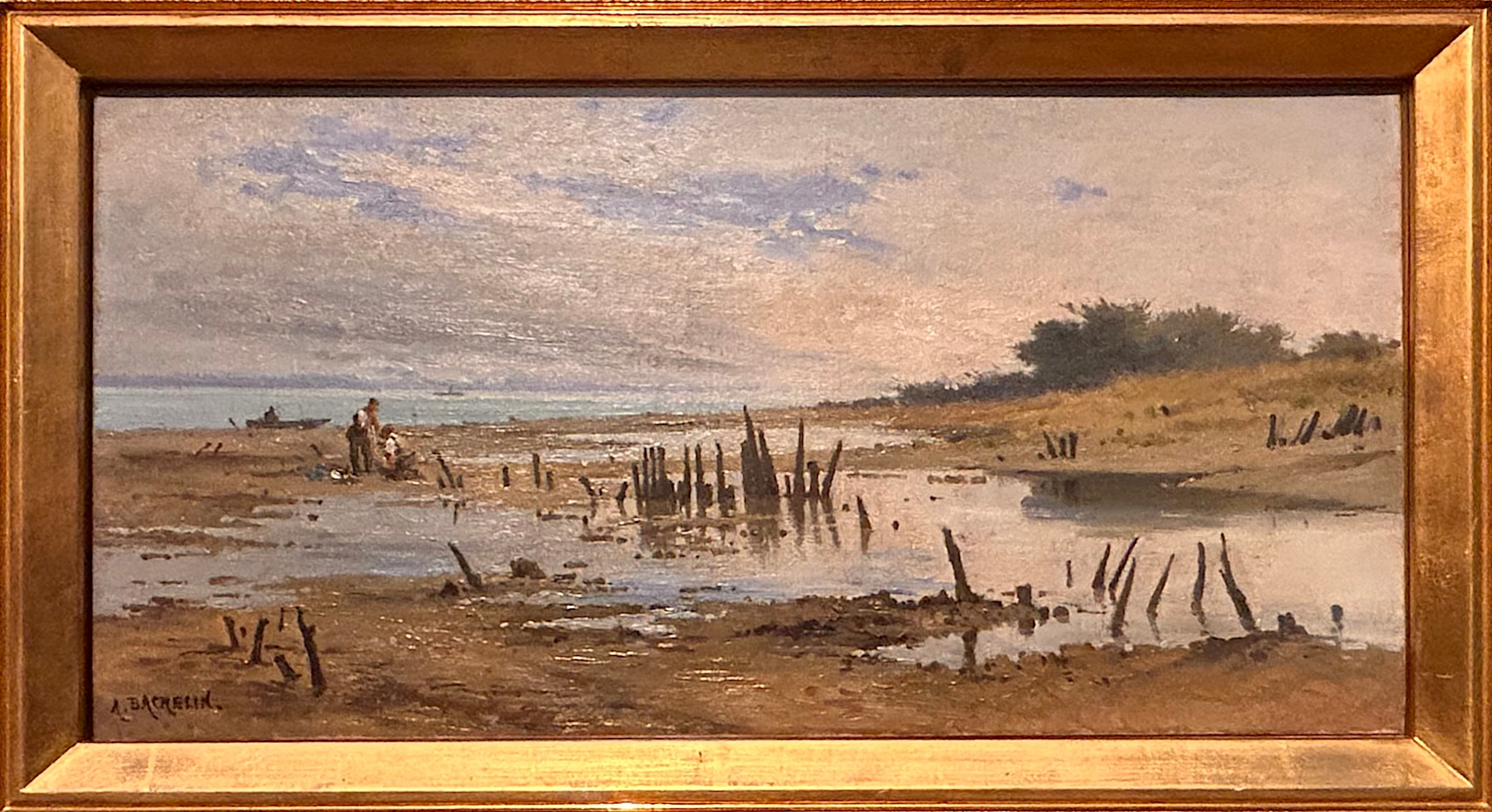
Pali dell'insediamento di La Tène. Quadro di Auguste Bachelin, 1878

Il sito archeologico di La Tène si trova nella località omonima che fa parte del comune svizzero di Laténa nel Canton Neuchâtel. Dal sito prende il nome l'omonima cultura celtica.
Geograficamente si trova a nord del lago di Neuchâtel, vicino alla foce del fiume Thielle.

## Storia
Il sito venne scoperto nel novembre del 1857 dal pescatore Hans Kopp, che ricercava oggetti preistorici per conto dell'antiquario e collezionista Friedrich Schwab. Quest'ultimo, dopo la scoperta di alcuni insediamenti palafitticoli (dal 1854), era infatti stato contagiato dall'entusiasmo per la caccia alle antichità. 
La pubblicazione degli articoli di Edouard Desor alla fine degli anni 1850-60 e negli anni 1860-70, i congressi internazionali di preistoria di Neuchâtel (1866), Bologna (1871) e Stoccolma (1874), così come l'adozione delle proposte terminologiche avanzate dallo svedese Hans Hildebrand (dal 1874), contribuirono a conferire a La Tène fama internazionale.
Dopo la prima correzione delle acque del Giura (1868-91) Emile Vouga condusse degli scavi finalizzati esclusivamente a raccogliere reperti in seguito ai quali pubblicò a Neuchâtel Les Helvètes à La Tène (1885), cui fece seguito l'opera di Victor Gross La Tène, un oppidum helvète (Parigi, 1886). Le ricerche ufficiali della commissione degli scavi (1907-17), dirette da William Wavre e poi da Paul Vouga (dal 1909), si conclusero con la pubblicazione a Lipsia di La Tène: monographie de la station (1923). Da quel momento, le interpretazioni relative al sito di La Tène, sia cronologiche sia funzionali, si fondano sui numerosi reperti archeologici e sui dati pubblicati principalmente da Vouga.

## Descrizione del sito
La maggior parte degli oggetti venne rinvenuta in un antico ramo della Thielle, fra il "ponte Vouga" e il "ponte Desor" situato 115 m più a valle. Il primo di questi ponti, che si ritiene misurasse almeno 90 m (i cinque piloni rinvenuti da Paul Vouga si sommano agli otto rilevati in precedenza da suo padre), attraversava un braccio della Thielle; la sua larghezza stimata è pari a circa 4 metri. Anche se non è stato datato dendrocronologicamente, il ponte Vouga è associato alla maggioranza dei ritrovamenti, ossia al III secolo a.C. Nel 2003, uno scavo preventivo di portata limitata portò a una nuova scoperta: il ponte Desor, a lungo attribuito all'epoca romana, si rivelò in realtà più antico del ponte Vouga (la datazione dendrocronologica lo colloca verso il 658 a.C.).

## Reperti
Le scoperte di La Tène ebbero ben presto un impatto su scala europea e mondiale: nel 1923 Paul Vouga recensì 2479 oggetti rinvenuti fino al 1917, custoditi nei musei di Neuchâtel, Bienne, Zurigo, Ginevra, Berna, Berlino e Parigi; José Maria De Navarro, nel suo studio pubblicato a Oxford nel 1972, contò oltre 3046 oggetti, conservati in non meno di 16 musei (tra cui Vienna, Berlino, Londra, Saint-Germain-en-Laye, New York, Harvard e Princeton). Nel 2011 sono stati censiti più di 4500 reperti in una trentina di musei. Inoltre, molti oggetti, scambiati o venduti a privati nel XIX secolo, non sono più rintracciabili. 
La maggior parte dei reperti, perlopiù in ferro, è costituita da armi (spade, foderi di spada, punte di lancia, scudi), elementi ornamentali e accessori (fibule, ganci da cintura), coltelli, rasoi, pinze, falci, falcetti, paioli di bronzo cerchiati in ferro, asce, numerosi utensili specifici (scalpelli, lime, cesoie), morsi, falere e persino da lingotti di ferro.
L'eccezionale stato di conservazione di alcuni reperti, come i foderi di spada in ferro riccamente ornati, è dovuto all'ambiente umido che ha preservato, fatto rarissimo in altri siti terrestri, i materiali organici (legno, tessuti e oggetti di vimini). La dendrocronologia ha permesso di datare al 225 a.C. circa una tavola di quercia utilizzata per fabbricare uno scudo sul quale era fissato un umbone in ferro, tipico dell'inizio del La Tène medio ((ca 450 – 100 a.C.). 
Questa datazione decisiva è servita, alla fine degli anni 1970-80, quale riferimento per la cronologia lateniana nell'Europa celtica. 
Fra i reperti particolarmente rari vanno segnalati dei gioghi, un basto, delle aste di lancia, delle impugnature di armi e di utensili in legno, una ruota di carro a dieci raggi, una corda e un sacco intrecciato. Sono state scoperte anche numerose monete: almeno nove stateri e sei quarti di statere in oro, così come un gran numero di monete di potin, più tardive, ottenute con una lega a base di rame. Alcune rare ceramiche e dei contenitori in legno tornito completano questo eccezionale inventario, a cui si aggiungono ossa di animali (in particolare di cavallo, ma anche di bovino, maiale, pecora, capra, cane) frammiste a resti di scheletri umani (sono conservati 20 crani).
I reperti più antichi, poco numerosi, risalgono al Neolitico e all'età del Bronzo; altri, pure piuttosto rari, alla fine della prima età del Ferro (Hallstatt finale, VII secolo-inizio del V secolo a.C.). Uno strato di occupazione, portato alla luce nel 2003, è associato al ponte Desor (metà del VII sec. a.C.). Il La Tène antico (fine del V-inizio del III secolo a.C.) è rappresentato da alcune fibule e spade. Tuttavia la maggioranza dei reperti, più del 90%, risale al La Tène medio (seconda metà del III secolo-inizio del II secolo a.C.). Le monete d'oro sono ascrivibili a questo periodo, mentre quelle di potin vanno attribuite al La Tène finale (seconda metà del II e I secolo a.C). Una platea, portata alla luce sulla riva nord del ponte Desor, è stata datata dendrocronologicamente al 35 a.C., ossia alla fine del La Tène finale. Alcuni reperti galloromani e medievali completano questa cronologia sommaria.

## Interpretazioni sulla funzione
Dalla sua scoperta, le interpretazioni riguardo alla funzione del sito di Tène durante il periodo lateniano medio hanno suscitato appassionati dibattiti: a seconda delle interpretazioni si trattava di un villaggio palafitticolo, un oppidum degli Elvezi, un rifugio, un posto di frontiera, un dazio, una postazione militare, un arsenale, un punto di trasbordo delle merci, un porto oppure di un santuario. Dalla fine del XX secolo, quest'ultima ipotesi è sostenuta dalla maggioranza degli specialisti. 
Il sito di La Tène è considerato un luogo di culto, di offerta, di sacrifici e di esposizione di oggetti, animali ed esseri umani. L'abbondanza di armi (alcune recano tracce di colpi e di distruzione volontaria, altre furono piegate intenzionalmente), associate a scheletri umani e animali, rinvia a pratiche rituali individuate e studiate in numerosi santuari, in particolare nel nord della Francia: dopo la "consacrazione" degli oggetti che avevano acquisito valore di trofeo o di reliquia, questi ultimi venivano esposti sul ponte, o più verosimilmente sulla riva, prima di essere depositati sul letto del fiume. Simili forme di offerta in zone umide sono state frequentemente osservate in diverse regioni d'Europa durante l'età del Bronzo e del Ferro. 
Altre teorie riguardanti Tène suppongono una vocazione più economica o artigianale del sito e una sua distruzione conseguente a una piena devastatrice, ipotesi avanzata dopo gli scavi del ponte di Cornaux-Les Sauges. Tuttavia, la maggior parte dei ricercatori privilegia, per quest'ultimo sito così come per quello di Port, una spiegazione cultuale in senso lato.

## Musei e ricerca
Gli innumerevoli reperti di La Tène, disseminati nei musei di tutto il mondo, in particolare in quelli di Bienne (Museo Schwab, 1870) e Hauterive (Laténium, parco e museo archeologico, 2001), dove sono conservate le collezioni più significative e la documentazione degli scavi, forniscono una massa di informazioni il cui studio è stato ripreso nel 2007 nel quadro di un progetto di ricerca del Fondo nazionale svizzero per la ricerca scientifica sul modo di vivere, l'armamento, gli ornamenti, l'artigianato, le attività agricole, le pratiche rituali e cultuali dei Celti dell'Altopiano svizzero attorno al 200 a.C.